# الإبادة الجماعية في جونغاريا
كانت الإبادة الجماعية في جونغاريا بمثابة إبادة هائلة للشعب الجونغاري البوذي المغولي على أيدي سلالة مانشو تشينغ الحاكمة الصينية. أمر الإمبراطور تشيانغ لونغ بالإبادة بسبب التمرد الذي حدث في عام 1755 بقيادة القائد الجونغاري أمارسانا ضد حكم تشينغ، بعد أن احتلّ تشينغ خانات زونغار في البداية بمساعدة من أمارسانا نفسه، ارتُكبت الإبادة الجماعية من قبل جنرالات المانشو من جيش تشينغ الذين أرسلوا للقضاء على الجونغاريين، بدعم من حلفائهم من الأويغور وأتباعهم بسبب ثورة الأويغور ضد حكم الجونغاريين.
كانت خانات زونغار اتحادًا للعديد من القبائل البوذية التيبية المغولية التي ظهرت في أوائل القرن السابع عشر، وكانت آخر إمبراطورية بدوية في آسيا، ويقدر بعض الباحثين أن 80% من الشعب الجونغاري، أو حوالي 500 ألف إلى 800 ألف شخص قُتلوا بسبب مزيج من الحرب، والمرض خلال أو بعد غزو تشينغ في الفترة بين 1755 و1757، بعد القضاء على السكان الأصليين في جونغاريا أعادت حكومة تشينغ توطين وافدين من الهان، والهوي، وأويغور، وشيبي في مزارع الدولة بهدف إعادة توطين المنطقة.

## خلفية
كانت سلالة تشينغ ضد جونغاريا في حرب جونغار تشينغ، وعاش الجونغاريون في المنطقة الممتدة من النهاية الغربية لسور الصين العظيم لشرق كازاخستان الحالية، ومن شمال قيرغيستان الحالية إلى جنوب سيبيريا (يقع معظمها في شينجيانغ الحالية)، وكانت آخر إمبراطورية بدوية تهدد الصين، فقد كانوا يشكلون تهديدًا لها منذ أوائل القرن السابع عشر حتى منتصف القرن الثامن عشر.
بعد سلسلة من النزاعات العسكرية غير الحاسمة التي بدأت في ثمانينيات القرن السابع عشر، خضع الجونغاريون لسلالة تشينغ بقيادة المانشو (منذ 1644 حتى 1911) في أواخر خمسينيات القرن الثامن عشر. بحسب كلارك لم تقضِ سلالة تشينغ الحاكمة على الولاية الجونغارية فقط بل على الشعب الجونغاري ككل، بعد أن انتصرت قوات تشينغ بقيادة الإمبراطور تشيان لونغ على الجونغاريين في عام 1755 كان يخطط بالأصل لتقسيم خانات زونغار إلى أربع قبائل يرأسها أربعة سلاطين، اتخذت قبيلة خويت من أمرسانا سلطانًا لها، لكن رفض أمرسانا الترتيبات التي أقرّتها سلالة تشينغ، وتمرد لأنه أراد أن يكون قائدًا لدولة جونغاريا الموحدة، من ثم أصدر الإمبراطور الغاضب تشيان لونغ أوامرًا بالقضاء على الأمة الجونغارية كلها مع اسمها عن بكرة أبيها، واستقبال المانشو والمغوليين نساء وأطفال الجونغاريين كعبيد، وقتل الجونغاريين الباقين.
تآمر الأمير المغولي خالخا تشينجونجاف مع أمارسانا على الملك تشينغ في عام 1755، من ثم بدأ تشينجونجاف بتمرده الخاص في منغوليا الخارجية (نفسها منغوليا) ضد تشينغ في عام 1756، لكن قُضي عليهم في عام 1757، وأُعدم تشينجونجاف هو وعائلته بعد انتهاء التمرد، وطلب الإمبراطور تشيان لونغ من المانشو احتلال جونغار بعد ذلك.

## أوامر الإمبراطور تشيان لونغ المباشرة
أصدر إمبراطور تشيان لونغ الأوامر التالية، بحسب ترجمة بيتر بيردو:
«لا تظهروا أي رحمة على الإطلاق تجاه هؤلاء المتمردين. يجب ترك كبار السن، والضعفاء فقط. حملاتنا العسكرية السابقة كانت متساهلة للغاية. وإذا تصرفنا بشكل مشابه لما سبق، ستُضطر قواتنا للانسحاب، وستحدث المزيد من المتاعب.
إذا قُبض على متمرد، وأتباعٌ له يريدون الاستسلام، يجب عليه الحضور شخصيًا إلى الحامية، والسجود أمام القائد، وطلب الاستسلام. أما إذا أرسل شخصًا ما لطلب الاستسلام، فلا شك أن ذلك خدعة. وأخبروا القائد أن يذبح هؤلاء الجونغاريين الماكرين، ولا تصدقوا أبدًا ما يقولون.»
أصدر تشيان لونغ أوامره عدّة مرات، إذ كان بعض ضباطه يترددون في تنفيذها، وعوقب البعض على ترك بعض الجونغاريين على قيد الحياة، والسماح لهم بالفرار، مثل أغوي، وهادادا، في حين كوفئ آخرون ممن شاركوا في المذبحة مثل تانغكلو وتشاو هوي.
أشار الإمبراطور بشكل أساسي للقضاء على الشباب الجونغاريين، وأخذ خالخاس المُخلص له نساء الجونغاريين كعبيد من شيبودنج زابو، وصدرت أوامر لحرمان الجونغاريين من الطعام، وصدرت الأوامر بالإبادة الجماعية للقبائل الجونغارية أيضًا، وترك جونغاريا خالية من السكان تقريبًا.
لم ير الإمبراطور أي تعارض بين أمره بالإبادة، والتمسّك بالمبادئ السلمية للكونفوشيوسية. وأيّد موقفه من خلال تصوير الجونغاريين بأنهم برابرة، وبمرتبة أدنى من البشر. أعلن الإمبراطور تشيان لونغ أن اجتياح البرابرة هو الطريق لتحقيق الاستقرار في الداخل، وأن الجونغاريين أداروا ظهرهم للحضارة.
أمر الإمبراطور تشيان لونغ بنقل سكان جونغاريا المتبقين إلى أماكن أخرى في الصين. وأمر الجنرالات بقتل جميع الرجال في باركول، أو سوزهو (جيوتشوان الحديثة، قانسو)، وقسّم زوجاتهم، وأطفالهم بين جنود تشينغ. كتب الباحث وي يوان في كتابه عن الحرب أن حوالي 50% من أُسر الجونغاريين ماتوا بسبب الجدري، و 20% هربوا إلى روسيا، أو الخانات الكازاخستانية، و 30% قُتلوا على يد الجيش.
وفقًا للروايات الروسية ذُبح رجال ونساء وأطفال الجونغاريين على أيدي جنود المانشو، ولم يبدأ الجونغاريون بالانتعاش مجدّدًا حتى أجيال عدّة لاحقة.
بحسب المؤرخ بيتر بيردو كان القضاء على الجونغاريين نتيجة لسياسة الإبادة الصريحة التي اتخذها الإمبراطور تشيان لونغ، وأما بيردو فقد عزاها إلى الاستخدام المتعمد للمذبحة، ووصفها بأنها إبادة جماعية عرقية. وعلى الرغم من تجاهلها إلى حد كبير من قبل الباحثين المعاصرين، لكن كتب المؤرخ مارك ليفين أن إبادة الجونغاريين كان الإبادة الجماعية الأكبر في القرن الثامن عشر بامتياز.

## عواقب الإبادة
أصبح الحوض الجونغاري الذي كان يسكنه الجونغاريون سابقًا مسكونًا من قبل الكازاخستانيين حاليًا.
وحّد تشينغ شينجيانغ (الصين)، وغيّر من التركيبة السكانية لها، فقد دفع انخفاض الكثافة السكانية في الشمال إلى سعي تشينغ لتوطين المانشو والسيبو (شيبي)، والداورز، والسولونيين والهان الصينيين، ومسلمي هوي، ومسلمي تاركانشي فيها. شكّل مهاجري الهان الصينيين أكبر عدد من المستوطنين، وأعطت أسرة تشينغ اسم شينجيانغ لجونغاريا بعد غزوها. وحُوّل حوالي 17 ألف فدان من الأراضي العشبية إلى الأراضي الزراعية منذ 1760 حتى 1820 من قبل المستعمرات الجديدة.
قورنت الإبادة الجماعية في جونغاريا بإبادة تشينغ لشعب التبت جينتشوان في عام 1776.

## رأي تشينغ في حملته ضد الجونغاريين
كان الإمبراطور تشيان لونغ سعيدًا بغزوه جونغاريا، فقد أضاف أراضٍ جديدة إلى شينجيانغ (الصين)، وأظهر أن الصين دولة متعددة الاعراق، رافضًا فكرة أن الصين تعني فقط المناطق التي يسكنها الهان. بالنسبة لتشينغ كان كل من شعب الهان، وغير الهان جزءًا من الصين التي تضمنت الأراضي الجديدة التي احتلها تشينغ من الجونغاريين، ووضّح تشينغ أيديولوجيته أنه يجمع بين الصينيين غير الهانيين (مثل المغول الداخليين، والمغول الشرقيين، وأويرات المغول، والتبتيين) مع الهان الصينيين في منطقة واحدة متّحدة.